# Vicky Gruyters
Vicky Gruyters (Hasselt, 13 april 1958) is een Belgische grafische kunstenares. 
Zij werd geselecteerd en bekroond voor verschillende nationale en internationale prijzen voor grafische kunst.

## Biografie
Gruyters studeerde van 1976 tot 1980 grafiek aan de Provinciale Hogeschool voor Kunstonderwijs, de huidige "PXL-MAD School of Arts" in Hasselt. Na haar studies werd ze docent en coördinator "printmaking" aan de PXL-MAD School of Arts in Hasselt, wat ze tot haar pensioen zou blijven doen.
Daarnaast is Gruyters zelfstandig grafisch kunstenaar. In die hoedanigheid was ze actief in verschillende ateliers in binnen-en buitenland. In 2014 werkte ze in China, waar ze een residentie aangeboden kreeg, in Guanlan Original Printmaking base.
Zij gebruikt de grafische techniek als volwaardig artistiek medium welke talloze mogelijkheden biedt om afdrukken te individualiseren. Naast het gebruik van traditionele technieken zoals ets, houtsnede, steen- en zeefdruk incorporeert Gruyters fotografie, video en digitale technieken.
Haar titels genereren meerdere betekenislagen, ze leggen associaties naar een historisch, cultureel of ecologisch gegeven.
Haar inspiratie zoekt Gruyters in vervlogen culturen. Het verleden dat zijn sporen achterlaat in het heden. De natuur die hier op zijn beurt op inspeelt.
Zij nam reeds deel aan talrijke exposities in België, Europa en Azië, zowel solotentoonstellingen als groepstentoonstellingen. De lijst wordt bijgehouden op haar website.
Mijlpalen in haar carrière zijn haar deelnames aan de 4th Guanlan international Print Biennial (China) in 2013, de International Biennial of Graphic Art "Cuprum VIII in Lublin (Polen), het 29ste Mini Print International de Cadaqués (Spanje) in 2009, waar ze finaliste was, en haar solotentoonstelling Hope en Glory in de "1961 Art Galleries" in Siem Reap (Cambodja) in 2013.
Gruyters werd geselecteerd en bekroond voor verschillende nationale en internationale prijzen voor grafische kunst. Naast meerdere selecties in internationale wedstrijden, zoals in Spanje, Polen en Nederland, zijn haar belangrijkste onderscheidingen de Joris Minne-prijs in 1986, de bekroning tot finaliste voor de 29e Mini Print International de Cadaques (Spanje) in 2009 en haar selectie in 2013 voor de "4th Guanlan international Print Biennial" (China).
In 2022 werd Gruyters geselecteerd als een van de 17 belangrijkste kunstenaars van de huidige en toekomstige generatie van Limburg in het kunstenaarsboek "Uitgestald-1".
Verschillende van haar werken zijn in bezit van musea en openbare instellingen.
Naast de grafische kunst kan ze ook in de beeldhouwkunst en keramiek haar artistieke expressie uiten.
Gruyters is verder actief als curator en (mede)organisator van tentoonstellingen en illustrator van boeken.
Gruyters is vermeld in het lexicon van ex-libris-kunstenaars.
Van januari tot maart 2024 exposeerde ze samen met Monique Donckers in Bierbeek.

## Onderscheidingen[4]
- 2013: Selectie - 4th Guanlan international Print Biennial 2013, CHINA
- 2009: Finaliste, 29e MINI PRINT International De Cadaques 2009, Spanje
- 2006: Selectie - International Print Triennial, Ilse Frankenthal, Brunssum, Nederland
- 2003: Selectie - International Print Triennial, Ilse Frankenthal, Brunssum, Nederland
- 2000: Selectie - International Print Triennial, Ilse Frankenthal, Brunssum, Nederland
- 1999: Selectie - CUPRUM VIII, The International Biennale of Grafic Art, Lubinn Polen
- 1989: Selectie - Mini Print International Cadaques, Spanje
- 1986: Laureaat - Joris Minne-prijs
- 1985: Eervolle vermelding - Lions Club Antwerpen
- 1984: Selectie - IBIZA GRAFIC International Biennale of Print Art, Spanje
- 1982: Selectie - Prijs van de stad Leuven
- 1980: Selectie - Prijs voor de schilderkunst, Ronse
- 1980: Selectie - Lions Club Antwerp, "Prijs Jonge Grafiek"
- 1979: 2de prijs - Stad Lier
- 1978: 1ste prijs - Provincie Limburg

## Werken in de openbare ruimte
- Museum Vlaamse Minderbroeders Sint-Truiden[20]
- Provincie Limburg
- Hendrik Conscience Bibliotheek Antwerpen, printcollectie
- China Prentkunst Museum - Guanlan
- Stadsmuseum Hasselt[21]